# Krzepice (gmina 1870–1919)

Gmina na tle zmieniającego się podziału administracyjnego powiatu częstochowskiego

Krzepice – dawna gmina wiejska istniejąca na przełomie XIX i XX wieku w guberni piotrkowskiej. Siedzibą władz gminy była osada miejska Krzepice.
Gmina Krzepice powstała za Królestwa Polskiego – 31 maja 1870 w powiecie częstochowskim w guberni piotrkowskiej w związku z utratą praw miejskich przez miasto Krzepice i przekształceniu jego w wiejską gminę Krzepice w granicach dotychczasowego miasta.
Jako gmina wiejska jednostka przestała funkcjonować z dniem 7 lutego 1919 w związku z przywróceniem Krzepicom praw miejskich i przekształceniem jednostki w gminę miejską.